# جلعاد بلوم
جلعاد بلوم (بالعبرية: גלעד בלום‏) مواليد 1 مارس 1967 في تل أبيب، هو لاعب كرة مضرب إسرائيلي سابق بدأ مسيرته كمحترف سنة 1986 وكان يلعب باليد اليسرى، اعتزل اللعب في 1995. أعلى تصنيف له في الفردي كان المركز الـ 61 في سنة 1990. سبق أن شارك في دورة الألعاب الأولمبية الصيفية.

## وصلات خارجية
- جلعاد بلوم على موقع رابطة محترفي التنس (الإنجليزية)
- جلعاد بلوم على موقع الاتحاد الدولي لكرة المضرب (الإنجليزية)
- جلعاد بلوم على موقع كأس ديفيز (الإنجليزية)
- جلعاد بلوم على موقع خلاصة التنس.كوم (الإنجليزية)
- جلعاد بلوم على موقع أوليمبيديا (الإنجليزية)
- الموقع الرسمي